# 乾川站
乾川站（：／ Geoncheon yeok */?）是韩国庆尚北道庆州市乾川邑的铁路车站，属于中央线。

## 历史
- 1917年9月20日 - 落成使用。
- 2021年12月28日 - 停用本站。

## 相鄰車站
韓國鐵道公社
中央線
阿火－乾川－牟梁